# Pipers Hole River
Pipers Hole River är ett vattendrag i Kanada.   Det ligger i provinsen Newfoundland och Labrador, i den östra delen av landet, 1 700 km öster om huvudstaden Ottawa.
I omgivningarna runt Pipers Hole River växer i huvudsak blandskog. Trakten runt Pipers Hole River är nära nog obefolkad, med mindre än två invånare per kvadratkilometer.